# Championnat de Belgique de futsal FIFA 2019-2020
La saison 2019-2020 de la première division belge de futsal est la 51e édition du Championnat de Belgique de futsal (URBSFA).
Le Futsal Team Charleroi remporte le championnat de Belgique pour la première fois et succède donc au FSP Halle-Gooik.

## Compétition

### Classement
| Rang | Equipe                    | Pts | J  | G  | N | P  | Bp  | Bc  |
| ---- | ------------------------- | --- | -- | -- | - | -- | --- | --- |
| 1    | Futsal Team Charleroi     | 51  | 19 | 17 | 0 | 2  | 148 | 57  |
| 2    | FSP Halle-Gooik           | 46  | 18 | 15 | 1 | 2  | 115 | 34  |
| 3    | Futsal Topsport Antwerpen | 46  | 18 | 15 | 1 | 2  | 114 | 58  |
| 4    | Real Noorderwijk          | 34  | 19 | 11 | 1 | 7  | 97  | 81  |
| 5    | ZVC Renolim Borgloon A    | 34  | 18 | 11 | 1 | 6  | 85  | 57  |
| 6    | KK Malle-Beerse           | 27  | 19 | 9  | 0 | 10 | 97  | 105 |
| 7    | Futsal My-Cars Roselies   | 23  | 19 | 7  | 2 | 10 | 67  | 88  |
| 8    | FS Mofa Hasselt A         | 20  | 19 | 5  | 5 | 9  | 78  | 88  |
| 9    | CB Futsal Jette Bxl Cap   | 17  | 19 | 5  | 2 | 12 | 67  | 97  |
| 10   | Proost Lierse             | 17  | 18 | 5  | 2 | 11 | 69  | 104 |
| 11   | La Squadra Mouscron       | 7   | 19 | 2  | 1 | 16 | 54  | 143 |
| 12   | ZVK Eisden-Dorp A         | 5   | 19 | 1  | 2 | 16 | 55  | 134 |

## Statistiques

### Meilleurs buteurs
| Rang | Buteur                         | Club                      | Buts |
| ---- | ------------------------------ | ------------------------- | ---- |
| 1    | Rahou Omar                     | Futsal Team Charleroi     | 45   |
| 2    | El Attabi Iliass               | Real Noorderwijk          | 25   |
| 3    | Paulus Joren                   | ZVC Renolim Borgloon A    | 25   |
| 4    | El Fakiri Sofian               | Futsal Team Charleroi     | 23   |
| 5    | Dilliën Steven                 | Futsal Topsport Antwerpen | 22   |
| 6    | Ettalaki Abdelhalim            | Futsal Topsport Antwerpen | 20   |
| 7    | El Fahsi Mohamed               | Real Noorderwijk          | 19   |
| 8    | Atssouli Charif                | Futsal Team Charleroi     | 18   |
| 9    | Bouzerda Anas                  | Proost Lierse             | 18   |
| 10   | Diogo Guimaraes De Lana Castro | FSP Halle-Gooik           | 17   |